# Айгиалозавриды
Айгиалозавриды (лат. Aigialosauridae, от др.-греч. αιγιαλού, «берег моря», и σαύρα, «ящерица») — семейство позднемеловых полуводных ящериц, родственных мозазаврам. Некоторые палеонтологи рассматривают их как отдельную монофилетическую группу, в то время как другие считают их градой базальных Mosasauroidea.

## Таксономия
Семейство было описано хорватским палеонтологом Драгутином Горянович-Крамбергером в 1892 году и первоначально содержало роды Acteosaurus, Adriosaurus, Pontosaurus и Aigialosaurus. Горянович-Крамбергер объединил айгиалозаврид с семейством Dolichosauridae с единственным видом Dolichosaurus longicollis в подотряд Ophiosauria (в последующих работах для этого подотряда стало использоваться название Dolichosauria). По мнению австрийского палеонтолога Андреаса Корнхубера отличия между этими ящерицами и варанами были незначительны, и выделять их в отдельное семейство нецелесообразно. Венгерский палеонтолог Франц Нопча первоначально признал Aigialosauridae в качестве отдельного семейства, отнеся некоторые роды к Dolichosauridae, однако позднее он стал рассматривать его как подсемейство Aigialosaurinae семейства Dolichosauridae. Кроме того, Нопча предположил, что Aigialosaurinae являются предками мозазавров, а схожие с ними организмы были предками змей. В 1923 году Чарльз Льюис Кэмп предложил классификацию ящериц, в которой объединил семейства Varanidae, Dolichosauridae и Aigialosauridae в надсемейство Varanoidea. Он считал Aigialosauridae предками двух других семейств, произошедшими от настоящих ящериц, близких к варанам. В последующем эта классификация получила наибольшее распространение. В 1954 году Макдауэлл и Богерт отнесли айгиалозавридам современного безухого варана, однако в более поздних исследованиях их предложение не было поддержано. В 1958 году Оскар Кун описал Proaigialosaurus huenei по фрагментам черепа, найденным в южной Германии, впоследствии утраченным. В 1967 году Дейл Алан Расселл опубликовал работу, посвящённую классификации мозазавров, в которой предположил, что их предки в ходе эволюции прошли стадию, сходную по строению с айгиалозавридами, сблизив эти группы.
После публикации работы Расселла долгое время исследований систематики айгиалозаврид не выходило, но в 1992 году была опубликована первая статья, в которой проводился в филогенетический анализ были включены айгиалозавриды. Через год теми же авторами была опубликована другая статья, в которой проводился анализ большего числа признаков. В ней айгиалозавриды признавались сестринской группой по отношению к мозазаврам, с которыми они объединялись в надсемейство Mosasauroidea. Тем не менее, обе работы не могли подтвердить или опровергнуть монофилию айгиалозаврид, так как в анализ они включались как единый таксон. Впервые монофилия айгиалозаврид была проверена в 1993 году, когда в рамках своей диссертационной работы Белл провёл филогенетический анализ мозазвроидей, в рамках которого айгиалозавриды были признаны парафилетическим таксоном по отношению к мозазаврам, в связи с чем Белл отнёс всех мозазавроидей, кроме Opetiosaurus bucchichi, к мозазаврам. Другие работы не смогли дать окончательный ответ о монофилии айгиалозаврид.